# Tignish
Tignish est une ville de pêche du Canada située dans le comté de Prince, sur l'Île-du-Prince-Édouard.
Elle est située à environ 80 kilomètres au nord-ouest de Summerside et 140 kilomètres au nord-ouest de Charlottetown. Elle a une population d'environ 1 000 habitants et plus de 700 dans les agglomérations environnantes.
Tignish fut fondé à la fin des années 1790 par neuf familles francophones et acadiennes. D'autres immigrants (surtout des Irlandais) arrivèrent dans le XIXe siècle et s'installèrent surtout dans la petite communauté d'Anglo–Tignish. Aujourd'hui, plusieurs résidents de Tignish sont de souche acadienne ou irlandaise.
L'une des structures la plus populaires et distinctives de la communauté est l'église catholique, Saint-Simon-et-Saint-Jude, qui fut une des premières structures majeures construites à Tignish, entre 1857 et 1860.
C'est dans ce village qu'a eu lieu la VIIe Convention nationale acadienne, en 1913.
Le premier journal acadien de l'île, L'Impartial, a été créé et publié à Tignish de 1893 à 1915.

## Communauté
La pêche est un des aspects importants de la vie quotidienne et de l'emploi dans Tignish, avec beaucoup de familles locales qui en dépendent pour leur revenu. Il y a présentement trois havres dans la région de Tignish : le havre de Tignish, le havre de Skinners Pond et le havre de Seacow Pond.
Parmi les commerces de Tignish, il y a le Tignish Heritage Inn, qui était un couvent de 1867 à 1991, le magasin général d'Eugene, la nourriture à emporter de Judy, le restaurant de Shirley, l'épicerie coopérative de Tignish, la quincaillerie et station-service, le centre culturel, le diner Cousin, le Pizza Shack, la construction Perry et beaucoup d'autres.
Les citoyens de Tignish ont célébré le bicentenaire de Tignish en 1999. Parmi les célébrations locales, il y avait de la musique acadienne, des fêtes locales, des carnavals et la création d'un disque compact de musique locale enrichie des voix des résidents de Tignish. Par ailleurs, chaque été il y a un festival bluegrass à Tignish.

## Démographie
| 2001 | 2006 | 2011 | 2016 |
| ---- | ---- | ---- | ---- |
| 831  | 758  | 779  | 719  |

### Accent et dialecte
Tignish a un accent très distinct et un dialecte original dans l'est du Canada. Le son est souvent étymologiquement décrit comme un mélange d'anglais, de français et d'anglais écossais/scots, et plusieurs mots communs anglais possèdent une définition alternative et unique à Tignish, comme "slack" ("négligent" en anglais), qui localement peut dire "bon" ou "impressionnant". Tandis que les Anglais des villages environnants comme à Alberton et à O'Leary ont un accent et un dialecte similaire à d'autres communautés dans les provinces maritimes, le dialecte de Tignish est souvent décrit comme indépendant et est souvent intelligible dans les autres communautés.

## Éducation
Les étudiants du jardin d'enfants à la 12e de la région de Tignish vont surtout à l'école élémentaire de Tignish pour les niveaux du jardin d'enfants à la sixième année, suivie de l'école Merritt E. Callaghan Intermediate et l'école secondaire Westisle Composite pour la 7e à la 12e. Les étudiants peuvent aussi étudier à l'école Pierre-Chiasson, l'école française dans la région, du jardin d'enfants à la 12e année.

## Politique
Tignish est dans le district #27 des frontières électorales de l'IPE, surnommé la circonscription de Tignish-Palmer Road. Le nom de la circonscription était déjà "Tignish–DeBlois", mais fut changé à "Tignish–Palmer Road" pour l'élection générale prince-édouardienne de 2007 avec de petits changements dans les frontières.

## Communautés avoisinantes
Les communautés suivantes sont considérées comme faisant partie de Tignish à cause de leur proximité :
- Ascension (3 km au nord-ouest)
- Saint-Félix (3 km au sud)
- Harper (3 km au sud-ouest)
- Leoville (5,5 km au sud-ouest)
- Peterville (4 km au sud-ouest)
- Nail Pond (5 km au nord)
- Greenmount (5.5 km au sud)
- Skinners Pond (8 km au nord-ouest)
- Saint Peter and Saint Paul (5 km au sud)
- Kildare Capes (6,5 km au sud-est)
- Tignish Shore (3 km à l'est)
- Anglo Tignish (3 km au nord-est)
- Seacow Pond (8 km au nord-est)
- Norway (10 km au nord-est)

## Cratère de Mars avec le même nom
Le nom de "Tignish" fut adopté par l'Union astronomique internationale pour un cratère sur la surface de Mars. Le cratère est situé à -30.71 degrés sud et 86.9 degrés est sur la surface de Mars. Officiellement adopté pat l'Union astronomique internationale en 1991, il a un diamètre de 22 km.

## Climat
| Mois                              | jan.  | fév.  | mars | avril | mai  | juin | jui. | août | sep. | oct.  | nov.  | déc.  | année   |
| --------------------------------- | ----- | ----- | ---- | ----- | ---- | ---- | ---- | ---- | ---- | ----- | ----- | ----- | ------- |
| Température minimale moyenne (°C) | −12,8 | −12,5 | −7,4 | −1,7  | 3,8  | 9,6  | 13,6 | 13,4 | 9,1  | 4     | −1    | −8,2  | 0,8     |
| Température moyenne (°C)          | −8,5  | −8,2  | −3,3 | 2,3   | 8,9  | 14,6 | 18,6 | 18,2 | 13,5 | 7,8   | 2,3   | −4,5  | 5,1     |
| Température maximale moyenne (°C) | −4,3  | −3,8  | 0,8  | 6,2   | 13,9 | 19,6 | 23,4 | 22,9 | 17,8 | 11,7  | 5,5   | −0,8  | 9,4     |
| Précipitations (mm)               | 105,5 | 80,4  | 80,6 | 82,5  | 83,6 | 79,1 | 96   | 81   | 83,6 | 109,1 | 107,4 | 116,9 | 1 105,6 |
| dont pluie (mm)                   | 30,5  | 19,2  | 30   | 56    | 82,3 | 79,1 | 96   | 81   | 83,6 | 108,1 | 88,2  | 50,6  | 804,6   |
| dont neige (cm)                   | 75    | 61,2  | 50,6 | 26,5  | 1,3  | 0    | 0    | 0    | 0    | 1     | 19,2  | 66,2  | 301     |

## Personnalités
- Pierre-Paul Arsenault (Tignish, 1866 - Mont-Carmel, 1927), prêtre catholique, éducateur, agriculteur et folkloriste;
- Charles Dalton (1850-1933), ancien Lieutenant-gouverneur de l'Île-du-Prince-Édouard;
- Stanislaus Francis Perry (Tignish, 1823 - Ottawa, 1898), enseignant et homme politique.